# 제레미 은지타프
제레미 은지타프(Geremi Sorele Njitap Fotso, 1978년 12월 20일, 카메룬 바푸삼 ~ )는 전 카메룬의 축구 선수로 현역 시절 포지션은 수비수 겸 미드필더였다.

## 선수 시절

### 클럽
1995년 카메룬 1부 리그의 RC 바푸삼에서 프로 선수 생활을 시작한 뒤 16년동안 파라과이의 세로 포르테뇨, 튀르키예의 겐츨레르비를리이 SK, MKE 앙카라귀쥐, 스페인의 레알 마드리드 CF, 잉글랜드의 미들즈브러 FC, 첼시 FC, 뉴캐슬 유나이티드 FC, 그리스의 라리사 FC 등에서 프로 통산 312경기 29골을 기록하면서 바푸삼의 1995년 카메룬 1부 리그 우승 및 1996년 카메룬컵 우승, 레알 마드리드의 2000-01 라리가 우승 및 UEFA 챔피언스리그 2회 우승(1999-2000, 2000-01), 첼시의 프리미어리그 2회 연속 우승(2004-05, 2005-06), 뉴캐슬의 2009-10 시즌 EFL 챔피언십 우승 및 EPL 승격 등에 크게 기여했다.

### 국가대표팀
U-20 대표팀의 일원으로 1995년 FIFA U-20 월드컵 본선에 출전하여 팀의 8강 진출에 기여했고 이후 1996년 10월 카메룬 A대표팀에 첫 발탁된 뒤 가봉과의 친선 경기에서 국제 A매치 데뷔전을 치렀다. 
그리고 팀의 1998년 FIFA 월드컵 본선 진출에 기여했음에도 본선 출전 23인 엔트리에서 제외되며 본선에 참가하지 못했지만 그로부터 2년 후 U-23 대표팀 소속으로 2000년 하계 올림픽에 참가하여 카메룬 올림픽 축구 역사상 첫 금메달 획득에 기여했고 아프리카 네이션스컵 본선에도 2번(2000년, 2002년) 참가하여 2연속 아프리카 네이션스컵 우승 트로피를 안긴 뒤 2001년 FIFA 컨페더레이션스컵과 2002년 FIFA 월드컵 본선에도 참가하는 등 카메룬의 주축 멤버로서의 임무를 충실히 수행했으며 특히 2002년 월드컵 개막 5일 전인 2002년 5월 26일 일본 고베에서 열린 잉글랜드와의 평가전에서 A매치 데뷔골을 터뜨리며 2-2 무승부를 이끌어냈다. 
그리고 2003년 FIFA 컨페더레이션스컵에도 출전하여 팀의 FIFA 주관 대회 역대 최고 성적인 준우승에 일조했지만 콜롬비아와의 준결승 경기 도중 대표팀 동료인 마르크비비앙 푀가 심장마비로 사망하는 아픔을 경험했고 그 뒤 2006년 FIFA 월드컵 아프리카 지역 예선에서 코트디부아르에 밀려 3회 연속 월드컵 본선 진출이 좌절되는 수모를 겪었지만 2008년 아프리카 네이션스컵 본선에 참가하여 팀의 준우승을 이끌었고 2009년 2월 11일 기니와의 친선 경기에서 A매치 통산 100경기 출장 기록을 달성하며 센추리클럽에 가입하는 기염을 토했다. 
그리고 2010년 아프리카 네이션스컵 본선에 참가했지만 팀은 디펜딩 챔피언이자 전 대회 결승전 상대인 이집트에 1-3으로 완패하며 대회를 8강에서 마감했고 2010년 FIFA 월드컵을 통해 8년만에 월드컵 본선 무대를 밟았지만 팀은 E조에서 일본, 덴마크, 네덜란드에 모두 1점차로 패하며 3전 전패·조 최하위 및 본선 진출 32개국 중 31위에 그치며 대회를 일찌감치 마감했으며 2010년 월드컵을 마지막으로 A매치 118경기 13골의 기록을 남기고 14년간 정들었던 국가대표팀의 유니폼을 반납했다.

## 같이 보기
- A매치 100경기 이상 출전한 축구 선수 명단